# Mikołaj Ludwik Brunner

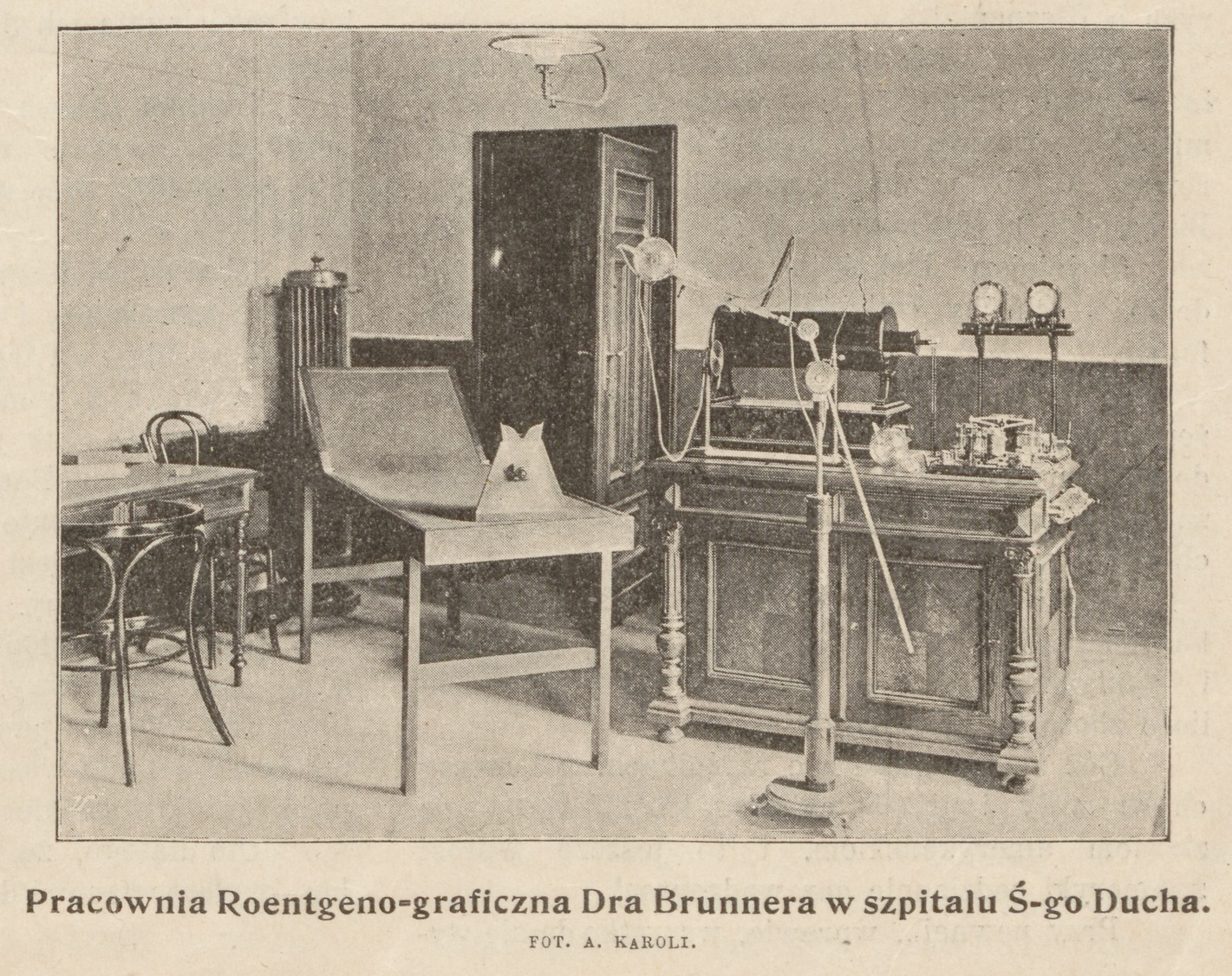
Jedna z pierwszych pracowni rentgenograficznych w Polsce, w szpitalu Świętego Ducha w Warszawie w roku 1898.

Mikołaj Ludwik Brunner (ur. 21 marca 1840 w Warszawie, zm. 20 maja 1914 tamże) – polski lekarz neurolog żydowskiego pochodzenia.

## Życiorys

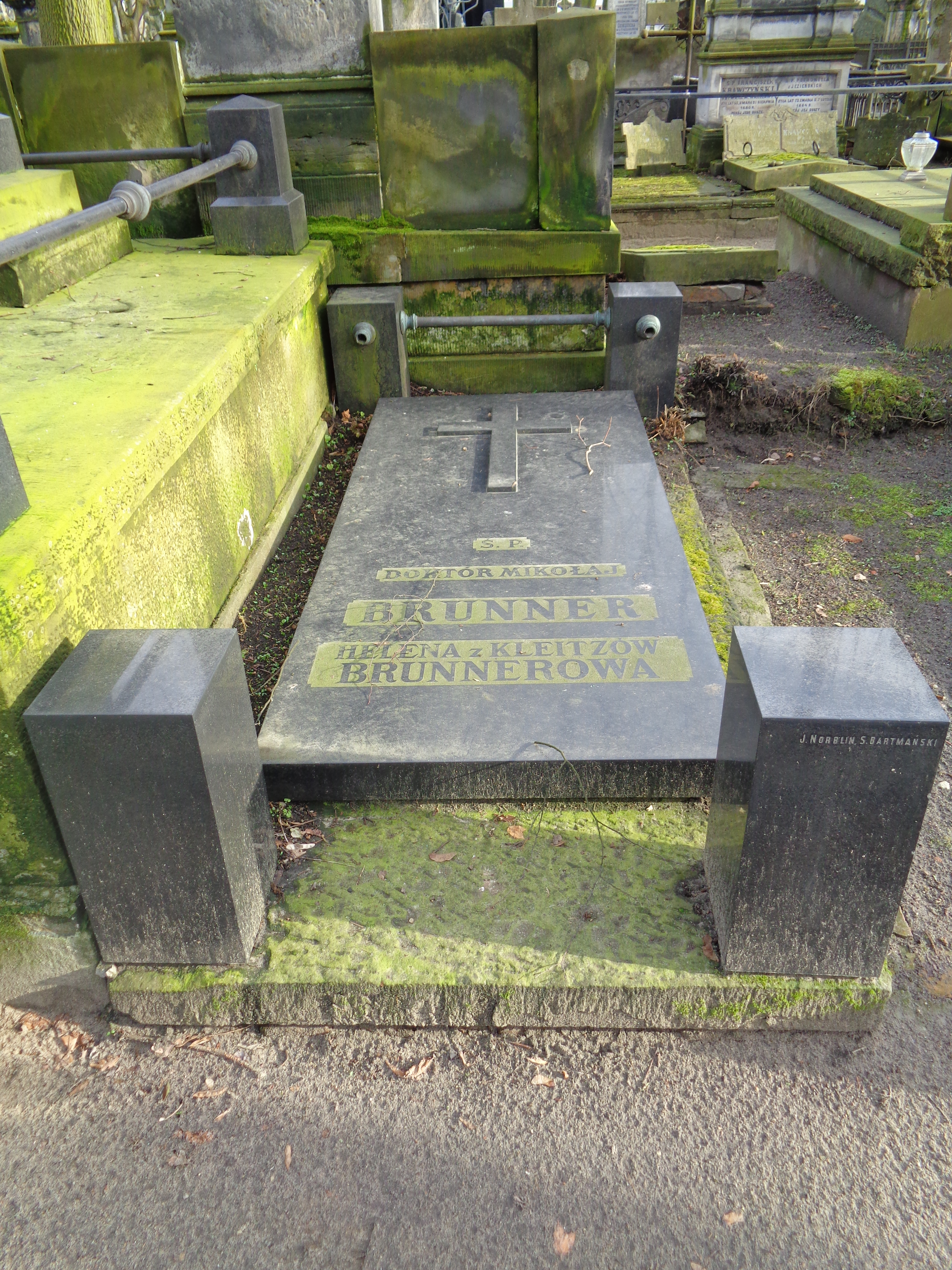
Grób Mikołaja Brunnera na cmentarzu Powązkowskim

Był synem lekarza Igancego Brunnera i Wilhelminy Kohen. Ukończył gimnazjum realne i Akademię Medyko-Chirurgiczną w Warszawie (1862). Po studiach zajmował się najpierw chemią pod kierunkiem Jakuba Natansona. W latach 1865 i 1866 uzupełniał studia za granicą, u Benedikta w Wiedniu i Duchenne'a w Paryżu. Po powrocie do kraju otworzył w Warszawie prywatny gabinet leczniczy chorób nerwowych. W 1874 roku otrzymał tytuł doktora medycyny. Od 1884 do 1899 był lekarzem naczelnym Szpitala Ewangelickiego, potem Szpitala św. Ducha. W 1898 jako pierwszy lekarz na terenie Polski urządził pracownię rentgenowską. Był radcą stanu. Opublikował liczne prace naukowe.
Był członkiem Warszawskiego Towarzystwa Lekarskiego, Petersburskiego Towarzystwa Lekarskiego i Towarzystwa Lekarskiego Wileńskiego.
Był dwukrotnie żonaty. Po raz pierwszy z Marią Słończyńską (zm. 1883), a po raz drugi z Heleną Kleitz (1860–1919). Pochowany jest na cmentarzu Powązkowskim (kwatera 14-6-16).

## Literatura dodatkowa
- Ludwik Zembrzuski: Brunner Mikołaj. W: Polski Słownik Biograficzny. T. 3: Brożek Jan – Chwalczewski Franciszek. Kraków: Polska Akademia Umiejętności – Skład Główny w Księgarniach Gebethnera i Wolffa, 1937, s. 24. Reprint: Zakład Narodowy im. Ossolińskich, Kraków 1989, ISBN 83-04-03291-0